# ميتسكو هوريه
ميتسُكو هوريه (堀江美都子 هوريه ميتسُكو) هي ممثلة يابانية ولدت في 8 مارس 1957 في ياماتو، كاناغاوا.

## أدوارها في الأنمي

### مسلسلات أنمي تلفزيونية
- سينت سيا - بولاريس هيلدا
- سيلور مون سيلور ستارز - غالاكسيا
- دروب ريمي - ريمي
- بوليانا - بوليانا
- ابنتي العزيزة - راوية
- دراغون بول - أوبا، أوبوتشامان
- صاحب الظل الطويل - جودي أبوت

### أنمي الإنترنت
- سينت سيا: سول أوف غولد - بولاريس هيلدا

### أوفا أنمي
- كيكايدر 01 ذي أنيميشن - مييكو/بيجيندر

### أفلام أنمي
- دراغون بول: المغامرة الغامضة - أوبا

## أدوارها في ألعاب الفيديو
- سلسلة ألعاب مستر دريلر - سسمو هوري

## وصلات خارجية
- ميتسكو هوريه على موقع IMDb (الإنجليزية)
- ميتسكو هوريه على موقع ميوزك برينز (الإنجليزية)
- ميتسكو هوريه على موقع أول ميوزيك (الإنجليزية)
- ميتسكو هوريه على موقع ديسكوغز (الإنجليزية)
- ميتسكو هوريه على موقع قاعدة بيانات الفيلم (الإنجليزية)
- ميتسكو هوريه على موقع ANN person (الإنجليزية)